# Premier Motorcycles
Premier Motorcycles fou la marca de les motocicletes que fabricava a Coventry l'empresa "Premier Cycle Co." Fundada el 1876 per W. H. Herbert i William Hillman com a fabricant de bicicletes amb el nom de "Hillman and Herbert Cycle Company", l'empresa va canviar el nom a Premier Cycle Co. el 1891.
La primera motocicleta Premier es va produir el 1908. Duia un motor de vàlvula lateral White & Poppe i forquilles anteriors Chater-Lea. El primer model amb motor V-twin de la marca va aparèixer el 1909, seguit d'un de monocilíndric de 499 cc el 1910.
L'empresa va tornar a canviar el seu nom per "The Premier Cycle Company (Coventry Premier Ltd.)" el 1914. Després de la Primera Guerra Mundial, la producció de bicicletes i motocicletes no es va reprendre i la divisió d'autocicles va ser adquirida per Singer Motors el 1921, tot i que les motocicletes Premier es van produir sota llicència a Txecoslovàquia durant la dècada del 1930.

## Models

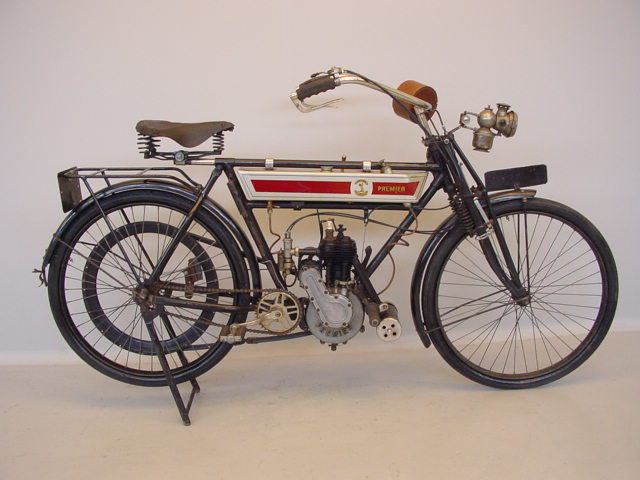
Premier 2½ hp 250 cc de 1912

| Model         | Any  | Notes                                  |
| ------------- | ---- | -------------------------------------- |
| Premier       | 1908 | Motor White & Poppe de vàlvula lateral |
| Premier 500cc | 1909 | V-twin                                 |
| 998cc         | 1913 | V-twin                                 |